# Arbutus xalapensis
Arbutus xalapensis, tiếng Anh thường gọi là Texas Madrone hoặc Texas Madroño, là một loài thực vật có hoa thuộc họ heather là loài bản địa của the tây nam Hoa Kỳ (phía tây Texas và New Mexico), south through most của México và Trung Mỹ tới Nicaragua. Loài này có ở các hẻm núi và núi, trên đồng bằng đá ở độ cao lên đến 3,000 m ở phía nam của dãy núi, nhưng phân bố thấp hơn 600 m ở phía bắc.

## Hình ảnh

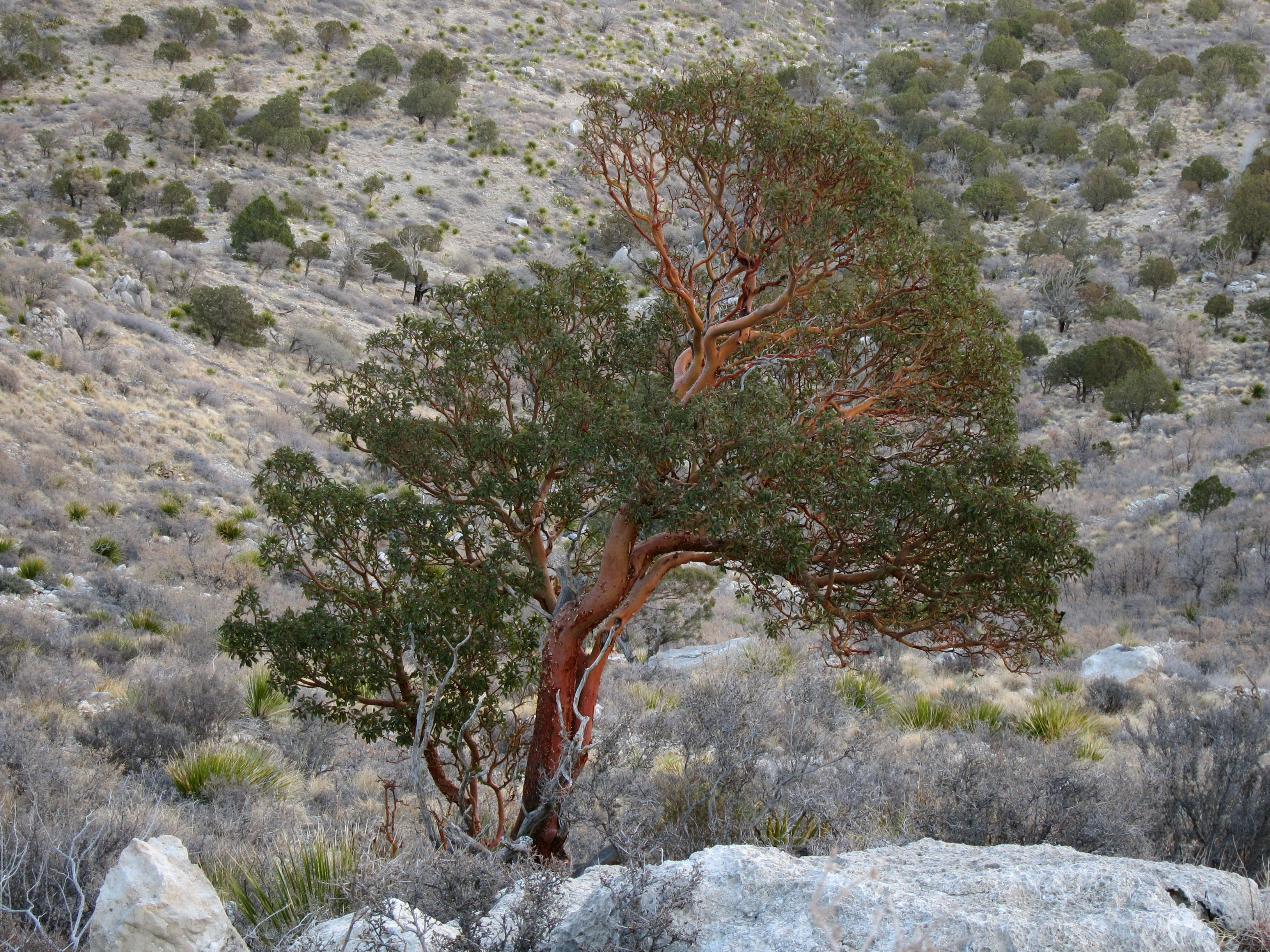
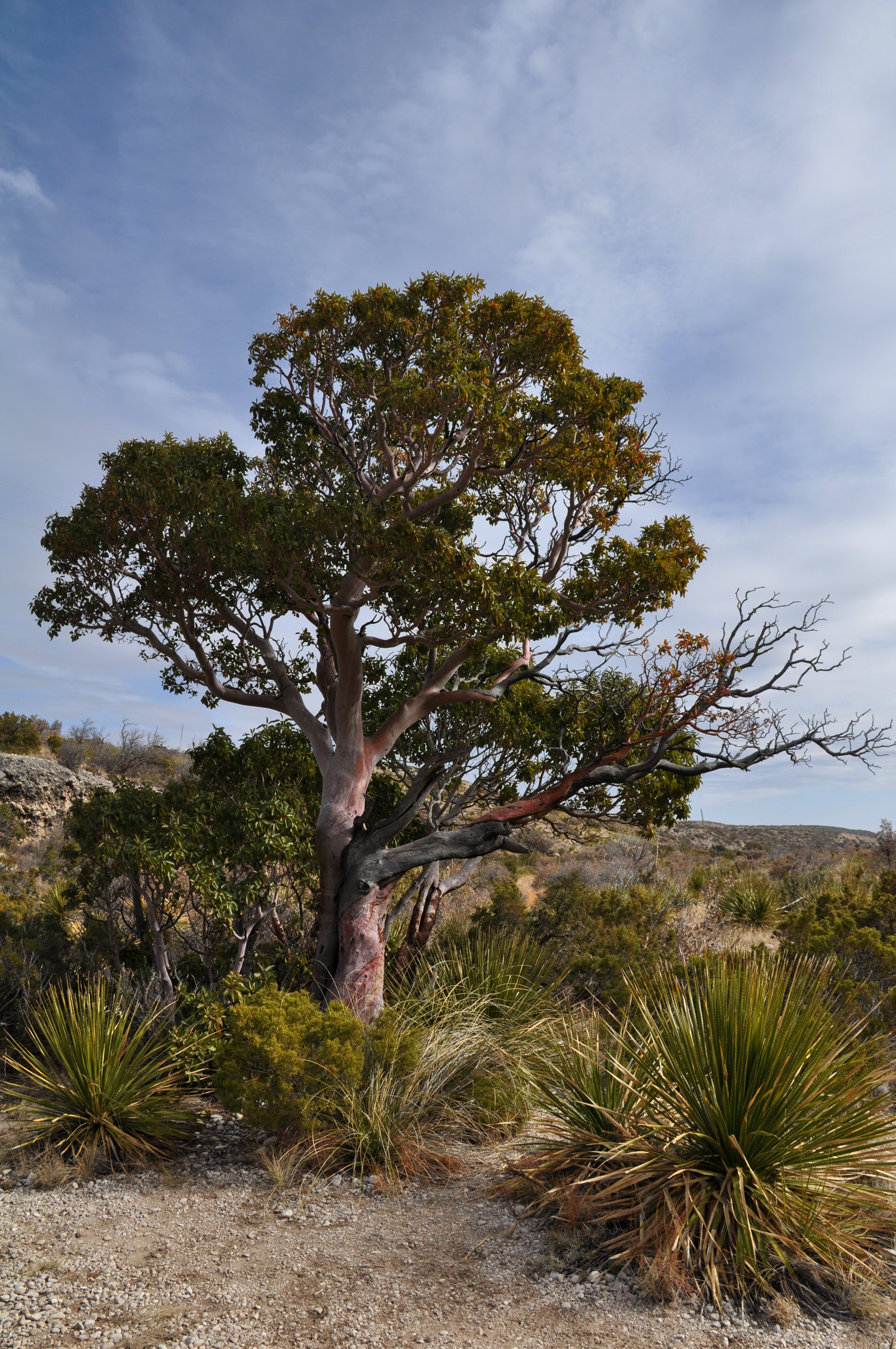
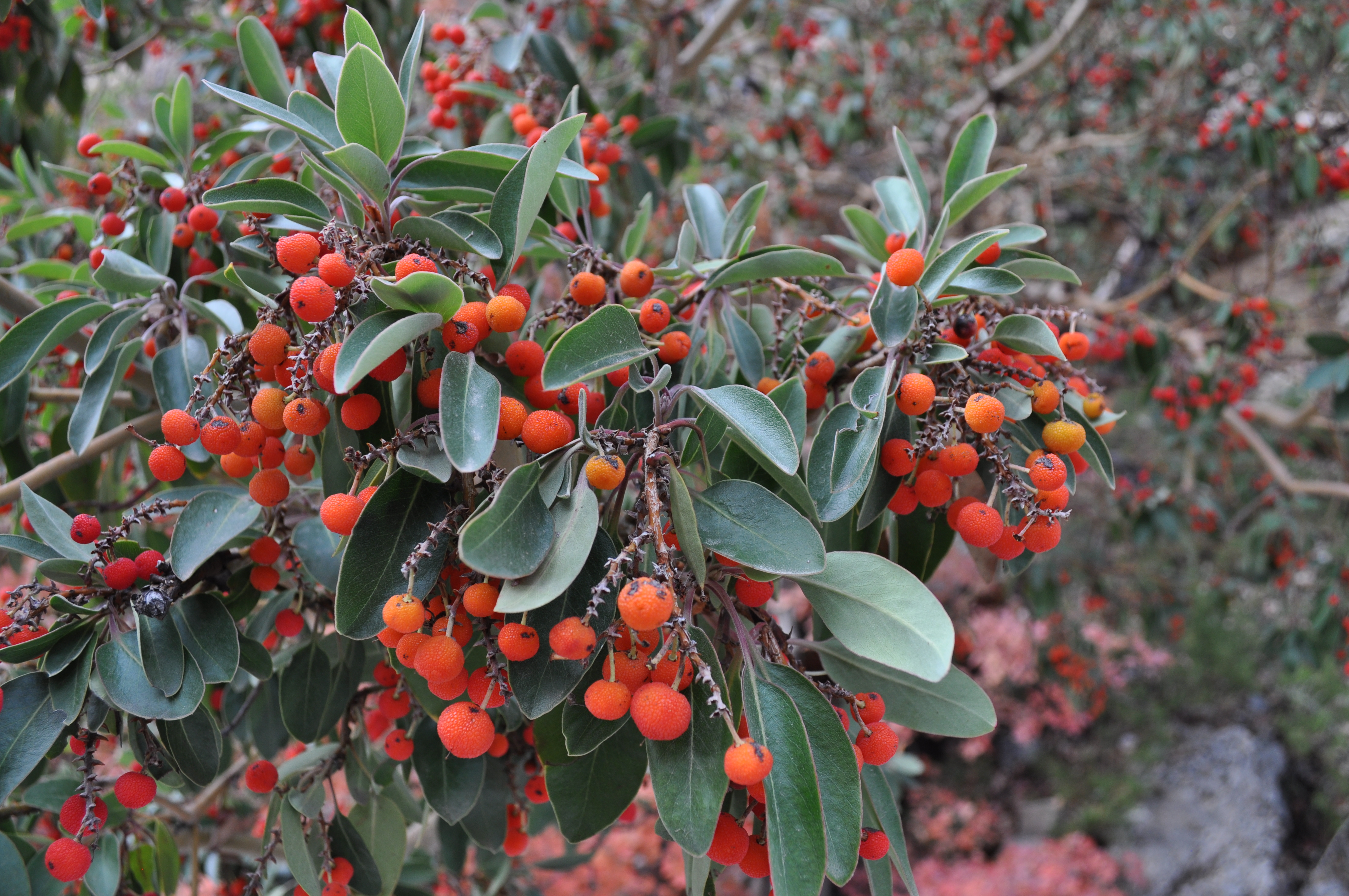
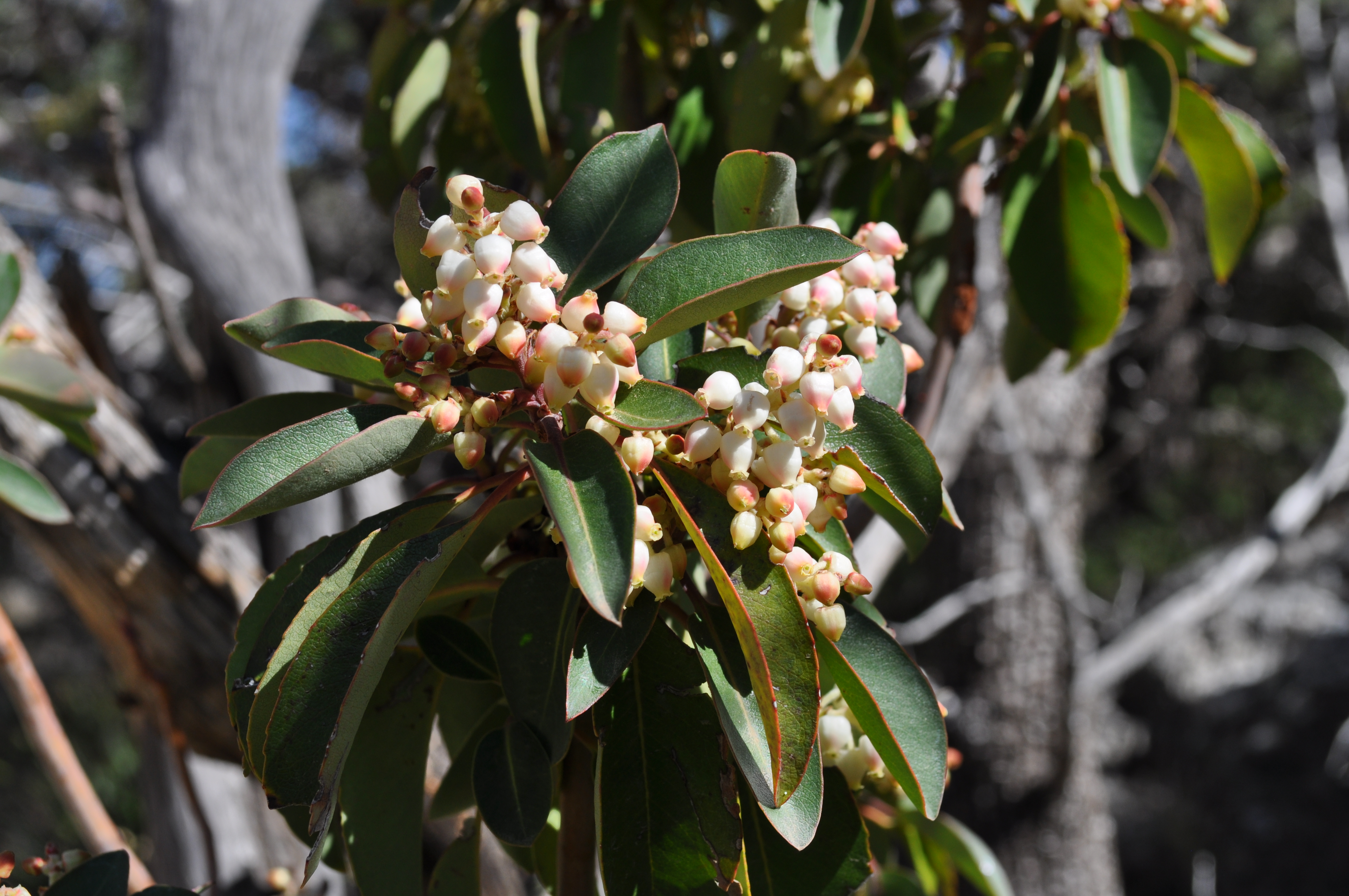
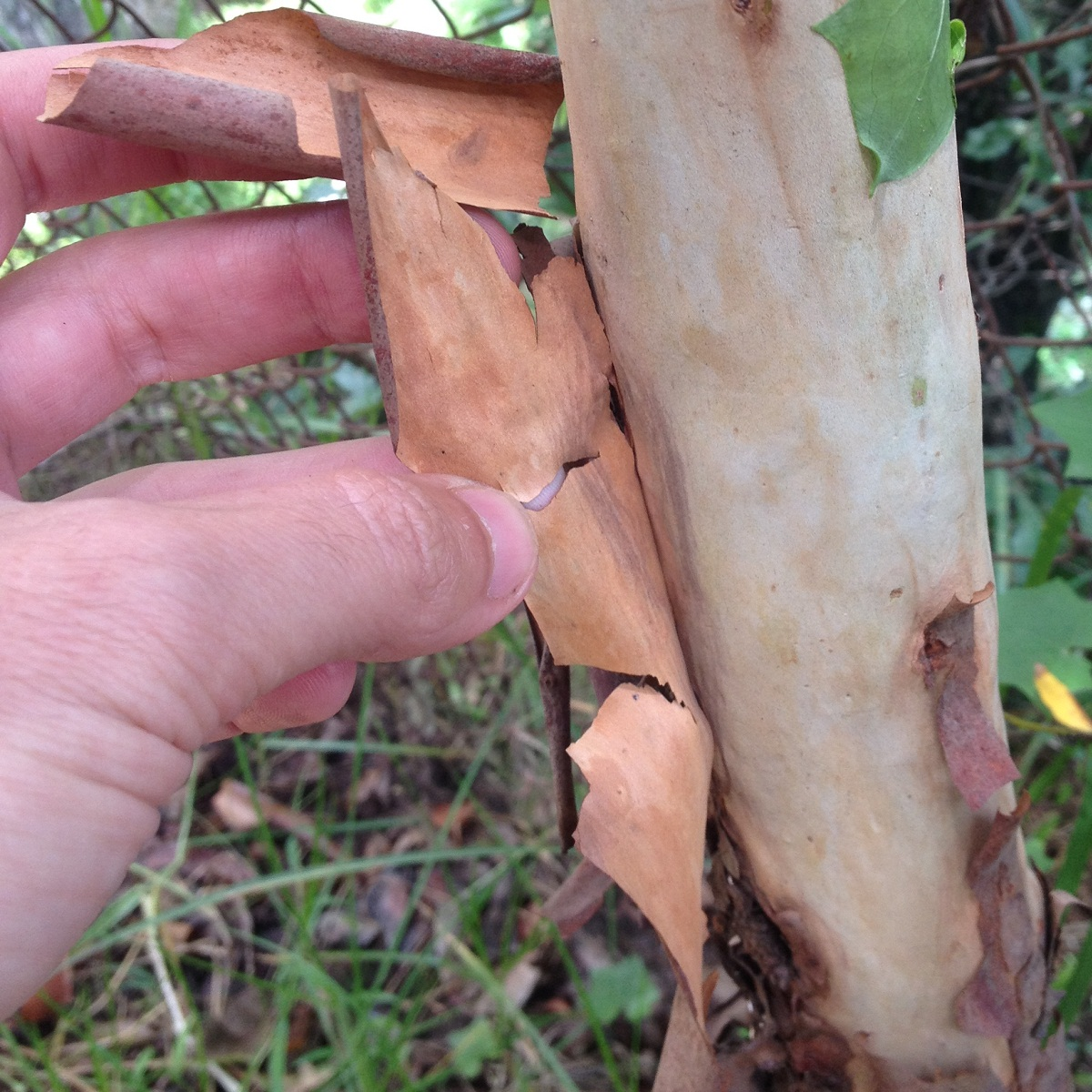